# Frea griseomaculata
Frea griseomaculata là một loài bọ cánh cứng trong họ Cerambycidae.